# Rebel Love Song
"Rebel Love Song" är den femte singeln av det amerikanska rockbandet Black Veil Brides och den tredje singeln från deras andra album Set the World on Fire. Sångaren  Andy Biersack förklarade låtens mening i en intervju med tidningen Kerrang!: "Den låten handlar om idén att hitta någonting som du kan springa till, om att göra ett utopiskt samhälle i ditt huvud och göra vad du kan för att åka ut och nå dit." Låten vann en Kerrang! Award för "Bästa singel".

## Låtlista
| Nr | Titel           | Längd |
| -- | --------------- | ----- |
| 1. | Rebel Love Song | 3:57  |

## Musikvideo

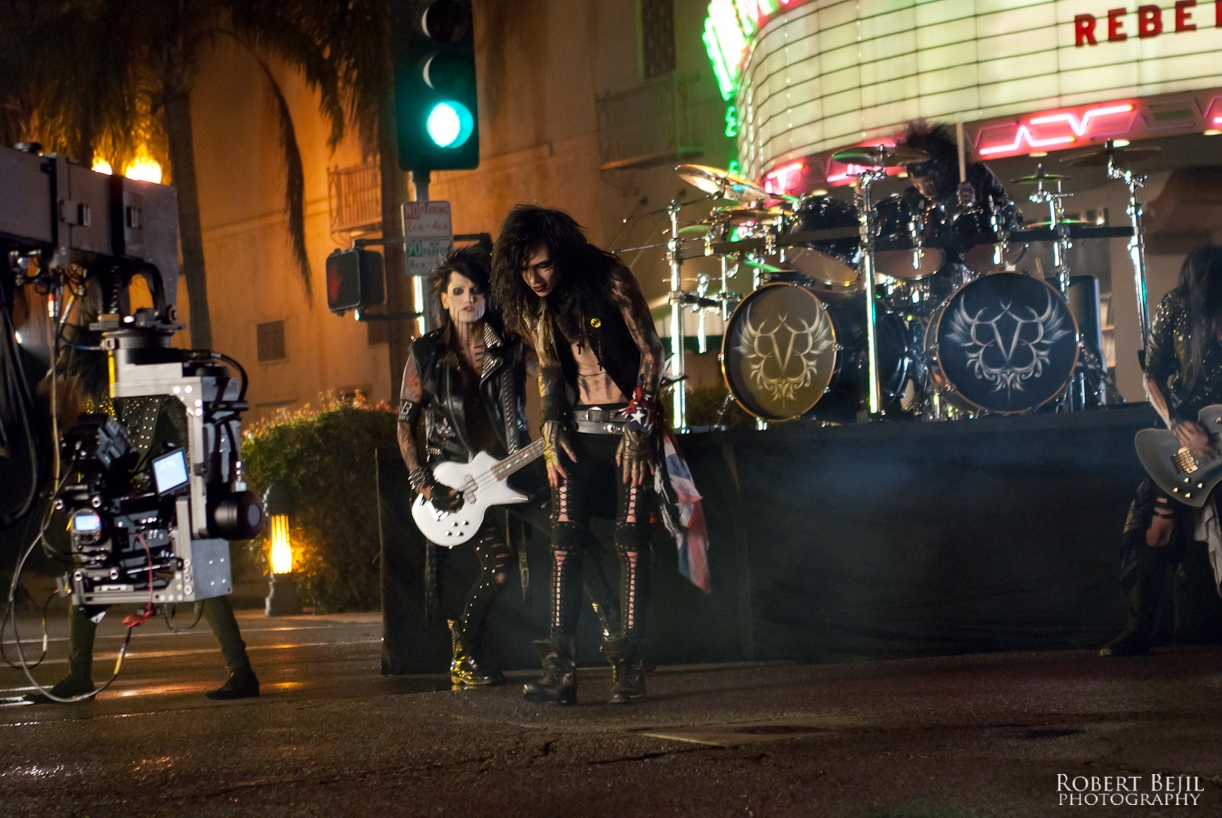
Bakom kulisserna på "Rebel Love Song"-musikvideon med Black Veil Brides, 2011

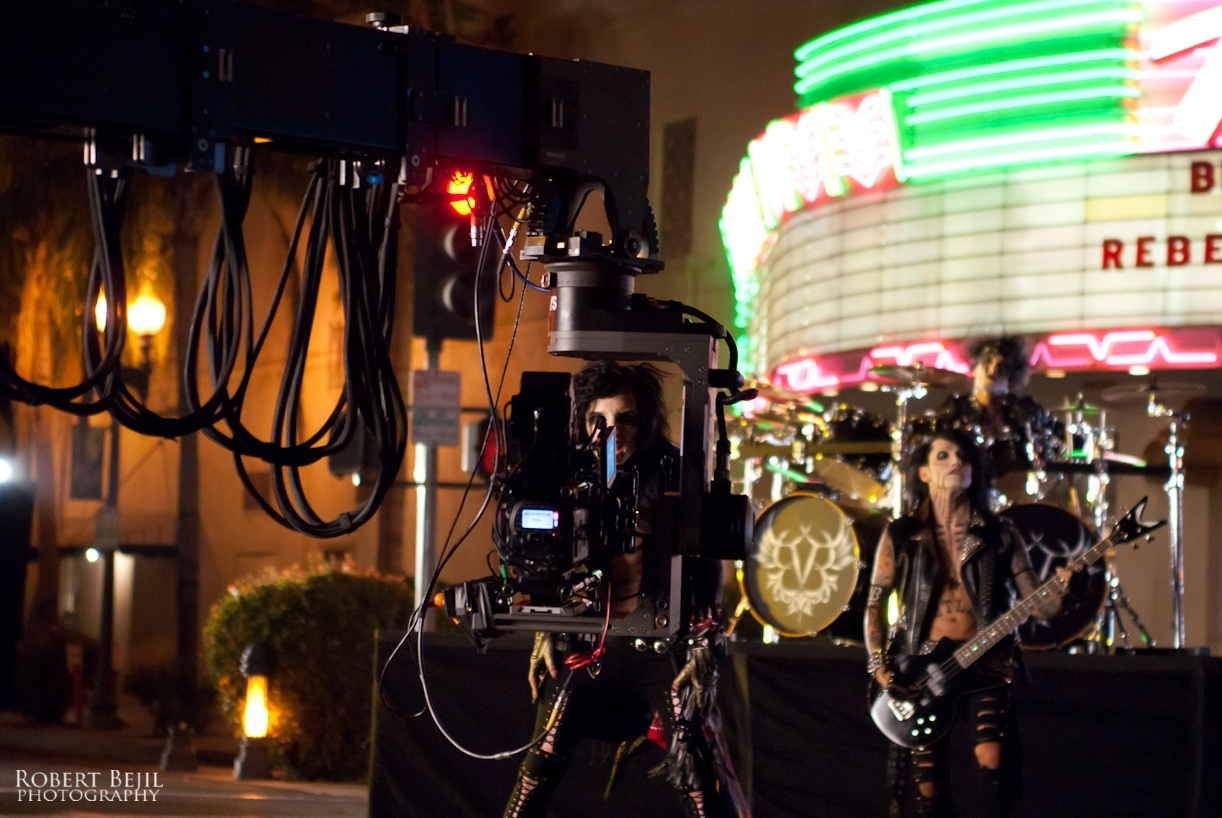
Mer bakom kulisserna

En musikvideo till låten släpptes på Youtube den 19 oktober 2011, regisserad av Patrick Fogarty, som även regisserade musikvideorna för "Knives and Pens", "Perfect Weapon" och "The Legacy". En sex minuter lång director's cut-version av videon släpptes på Itunes på deras EP Rebels. I musikvideon syns ett par som gör uppror mot flickans far genom att smyga ut och rymma. Videon visar även ett slagsmål, men ger inte mycket förklaring till varför. I director's cut-versionen avslöjas det att tjejens namn är Marilyn och att hon inte kände mannen eller ens visste vad han hette innan den dagen, men hon vill inte vänta på att hennes pappa ska hämta henne, så hon följer med honom på en åktur. De går och tittar på en film, och när den är slut erbjuder han sig att skjutsa hem henne, men hon insisterar på att bil avsläppt i parken så hennes pappa inte se honom. Hon går ut ur bilen och börjar gå genom parken, när tre okända män konfronterar henne och försöker att attackera henne. Helt plötsligt hoppar mannen som hon mötte fram och attackerar dem och ett slagsmål utbryter (vilket är det oförklarade slagsmålet i originalvideon). Hon springer hem och slår på dörren, och hennes pappa kommer ut. Han är rasande, och har en alkoholdryck i handen, vilket antyder att han har druckit. Mannen åker dit, samtidigt som hennes pappa slår henne i ansiktet och skriker åt henne att gå in i huset. Hennes pappa skriker sedan åt mannen, för att sedan gå in i huset för att ta itu med sin dotter, men hon har redan hoppat ut ur fönstret och springer till mannens bil och efter att de åkt iväg, börjar Black Veil Brides framföra låten framför samma biograf som paret gick på i början av videon. I slutet av videon visar det sig att Marilyn och hennes nya pojkvän skickat ett foto när de kysser varandra, och hennes pojkvän visar långfingret åt pappan. I director's cut-versionen är gesten censurerad. Marilyns pojkväns namn avslöjas aldrig.

## Personal
Black Veil Brides
- Andy Biersack – sång
- Jake Pitts – sologitarr
- Jinxx – kompgitarr, bakgrundssång
- Ashley Purdy – elbas, bakgrundssång
- Christian "CC" Coma – trummor

Produktion
- Patrick Fogarty - regissör